# Vikingové (film, 1999)
Vikingové (v anglickém originálu The 13th Warrior) je americký thriller z roku 1999 režiséra Johna McTiernana a producenta a spisovatele Michaela Crichtona, který je autorem předlohy, románu Pojídači mrtvých (anglicky Eaters of the Dead). Jedná se o historickou fikci.
Film byl značně ztrátový, při rozpočtu 160 000 000 $ dokázal vydělat jen necelých 61 700 000 $.

## Herecké obsazení
- Antonio Banderas jako Ahmed Ibn Fadlán Ibn Abbas Ibn Rašíd Ibn Hamad
- Vladimír Kulich jako Beowulf
- Dennis Storhoi jako Herger
- Clive Russell jako Helfdane
- Richard Bremmer jako Skeld
- Tony Curran jako Weath
- Omar Sharif jako Melchisidek
- Erick Avari jako vůdce karavany
- Sven Wollter jako král Hrothgar
- Diane Venora jako královna Weilew
- Maria Bonnevieová jako Olga
- Asbjorn Riis jako Halga

## Děj
Ahmed Ibn Fadlán Ibn Abbas Ibn Rašíd Ibn Hamad býval básníkem v bagdádském kalifátu, dokud se nezamiloval do ženy, která patřila jinému. Její žárlivý manžel si stěžoval kalifovi a ten Ahmeda Ibn Fadlána jmenoval vyslancem pro severní země. Ahmed tak byl de facto poslán do vyhnanství, jak si dobře uvědomoval. Několik měsíců cestuje v doprovodu Melchisidka (starého přítele jeho otce, který se domluví lidovou latinou) přes země obrů, Bulharů a Tatarů. Tataři přepadávají karavany a cestující zabíjejí, Ahmedova karavana je před takovým osudem zachráněna u řeky Volhy díky přítomnosti lodi seveřanů, kteří právě připlouvají. V táboře vikingů najde karavana útočiště. Melchisidek je schopen se domluvit s Hergerem, jedním z vikingů, který rozumí jeho latině. Arabové jsou svědky pohřbu vikinského krále, kterého doprovází na cestě do Valhally jeho mladá žena, je upálena na hranici založené na lodi. Královým nástupcem se stává Beowulf.
Do tábora dorazí mladý posel ze severu a předává zprávu. Jeho otec král Hrothgar žádá skupinu o pomoc, jeho země byla napadena pradávným zlem natolik ukrutným, že se ani nejstatečnější bojovníci neodvažují vyslovit jeho jméno. Vědma vyvěští, že akce bude úspěšná, pokud se jí zúčastní 13 bojovníků, přičemž ten třináctý nesmí být seveřan. Ahmed Ibn Fadlán je naverbován, ačkoli není příliš nadšen. Ale jak říkají seveřané, jít do války je velká čest. Během putování se Ahmed naučí seversky, když poslouchá u ohně jejich rozpravy. Jejich posměšky ohledně své výbavy (malý kůň, kterému se posmívají - říkají, že cestuje na psovi atd.) dokáže záhy zarazit a získat si jejich respekt svou inteligencí, schopností psát a například i jezdeckými dovednostmi.
Po příjezdu do Hrothgarovy země skupina válečníků zjistí, že bude muset čelit Wendolům, dávným nepřátelům, kteří sestupují za mlhy z hor a pojídají mrtvé. Jsou to kanibalové, kteří se identifikují s medvědy, žijí stejně jako oni v jeskyních. Po několika útocích řady seveřanů a vesničanů prořídly. Věštkyně jim poradí, aby vystopovali Wendoly do jejich brlohů a zabili jejich „matku“ a velitele, „v jehož rozích je také síla“. Beowulfovi válečníci i s Ahmedem proniknou do jeskynního komplexu Wendolů a Beowulfovi se podaří matku zabít, ta jej přitom škrábne otráveným drápem. Skupina se dostane s menšími ztrátami z jeskyní, když bojovníci podplavou zatopenými slujemi do moře.
Po návratu do vesnice se připraví na očekávanou závěrečnou bitvu. V té se ochablému, ale odhodlanému Beowulfovi podaří zabít wendolského velitele, což znamená jejich porážku. Poté umírá na otravu. Ahmed je svědkem jeho pohřbu a pak se vrací do své vlasti vděčný seveřanům za to, že se „mohl stát mužem a prospěšným služebníkem božím“.

## Soundtrack
Původní soundtrack složil Graeme Revell, představila se na něm zpěvačka kapely Dead Can Dance Lisa Gerrard. Soundtrack byl zamítnut Michaelem Crichtonem a nahrazen hudbou, kterou zkomponoval Jerry Goldsmith, Crichtonův obvyklý spolupracovník.
| The 13th Warrior: Original Motion Picture Soundtrack | The 13th Warrior: Original Motion Picture Soundtrack | The 13th Warrior: Original Motion Picture Soundtrack |
| Pořadí                                               | Název                                                | Délka                                                |
| ---------------------------------------------------- | ---------------------------------------------------- | ---------------------------------------------------- |
| 1.                                                   | Old Bagdag                                           | 02:01                                                |
| 2.                                                   | Exiled                                               | 03:41                                                |
| 3.                                                   | Semantics                                            | 02:38                                                |
| 4.                                                   | The Great Hall                                       | 05:20                                                |
| 5.                                                   | Eaters Of The Dead                                   | 03:32                                                |
| 6.                                                   | Viking Heads                                         | 01:29                                                |
| 7.                                                   | The Sword Maker                                      | 02:06                                                |
| 8.                                                   | The Horns Of Hell                                    | 03:25                                                |
| 9.                                                   | The Fire Dragon                                      | 04:53                                                |
| 10.                                                  | Honey                                                | 02:36                                                |
| 11.                                                  | The Cave Of Death                                    | 03:00                                                |
| 12.                                                  | Swing Across                                         | 01:49                                                |
| 13.                                                  | Mother Wendol's Cave                                 | 04:12                                                |
| 14.                                                  | Underwater Escape                                    | 01:36                                                |
| 15.                                                  | Vahalla / Viking Victory                             | 10:35                                                |
| 16.                                                  | A Useful Servant                                     | 01:18                                                |
| Celková délka:                                       | Celková délka:                                       | 54:11                                                |